# Teatro Politeama Mariano Rossi
Il Teatro Mariano Rossi fu un teatro attivo per alcuni decenni a Sciacca nella prima metà del Novecento, e oggi non più esistente. Era stato edificato in stile neoclassico nel 1911 e successivamente era stato consolidato e reso più monumentale nel 1927, con la costruzione in muratura di tutte le parti perimetrali.
Esso fu dedicato al pittore Mariano Rossi (1731–1807), una delle glorie artistiche del paese.
Aveva una capienza di circa 350 posti, distribuiti tra platea, palchi e gallerie.
Negli anni venti e trenta del Novecento aveva ospitato numerose compagnie teatrali di orchestra e di operetta a livello nazionale.

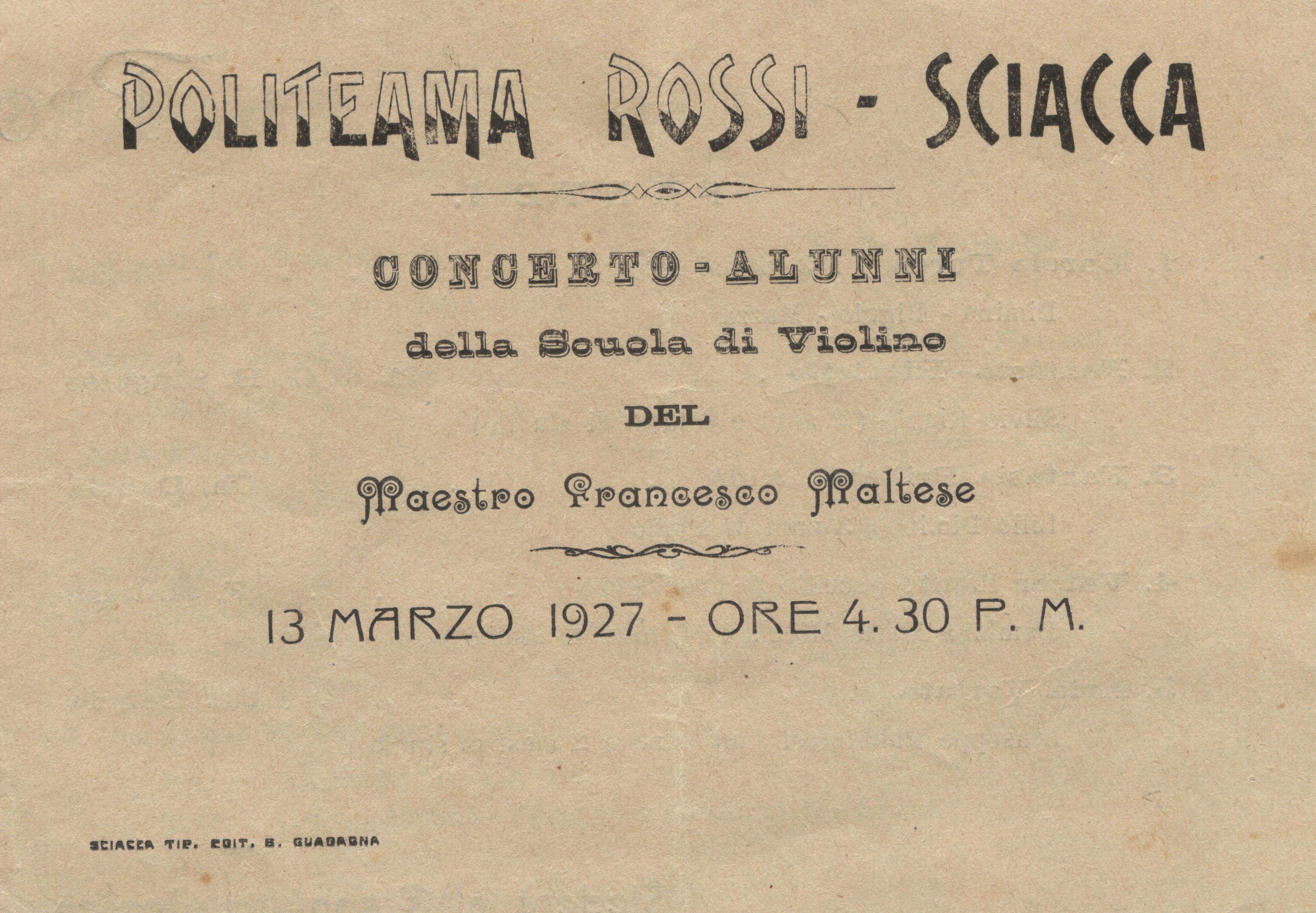
Locandina d'epoca del Teatro Politeama Mariano Rossi

Il 6 dicembre 1931, per festeggiare il secondo centenario della nascita di Mariano Rossi e il primo di Vincenzo Bellini, il Politeama ospitò un'esecuzione della Norma, con Olga Colasanti (Norma), Rina Ferraris (Adalgisa), Pina Varese, Giulio Brocchi (Pollione), Giovanni Bosch (Oroveso), con la direzione di Romolo Castelmonte (Paganelli 2006: 285).
Per quanto riguarda il contesto urbano in cui s'inseriva questa struttura, è importante considerare le relazioni che sviluppava con l'area circostante: fiancheggiato dal Convento dei Domenicani e dell'Albergo Fazello, facendo da chiusura al baricentro urbano di Piazza del Popolo, oggi Piazza , fu demolito nel 1951 per far posto ad una stazione di autobus, la sua distruzione segnò la fine di un importante punto di riferimento culturale, artistico e turistico della città di Sciacca.
Sul luogo in cui sorgeva oggi vi è un parcheggio.